# Cantonul Poix-de-Picardie
Cantonul Poix-de-Picardie este un canton din arondismentul Amiens, departamentul Somme, regiunea Picardia, Franța.

## Comune
- Bergicourt
- Bettembos
- Blangy-sous-Poix
- Bussy-lès-Poix
- Caulières
- Courcelles-sous-Moyencourt
- Croixrault
- Éplessier
- Équennes-Éramecourt
- Famechon
- Fourcigny
- Fricamps
- Gauville
- Guizancourt
- Hescamps
- Lachapelle
- Lamaronde
- Lignières-Châtelain
- Marlers
- Meigneux
- Méréaucourt
- Morvillers-Saint-Saturnin
- Moyencourt-lès-Poix
- Offignies
- Poix-de-Picardie (reședință)
- Sainte-Segrée
- Saulchoy-sous-Poix
- Thieulloy-la-Ville